# Inezia (Plantae)
Inezia, biljni rod iz porodice glavočika, dio podtribusa Cotulinae. Rod je imenovan u čast južnoafričkog taksonomista Ineza Clare Verdoorna  (1896. – 1989.).
Postoje dvije vrste iz Esvatinija i južnoafričke provincije KwaZulu-Natal i Sjeverne provincije.

## Vrste
1. Inezia integrifolia (Klatt) E.Phillips; Mpumalanga[2]
2. Inezia speciosa Brusse; Limpopo, na planinama Wolkberg[3]

## Vanjske poveznice
|  | Zajednički poslužitelj ima još gradiva o temi Inezia (Asteraceae) |
|  | Wikivrste imaju podatke o taksonu Inezia (Asteraceae)             |